# Lydellina umbripennis
Lydellina umbripennis är en tvåvingeart som beskrevs av Louis-Paul Mesnil 1970. Lydellina umbripennis ingår i släktet Lydellina och familjen parasitflugor.
Artens utbredningsområde är Kongo. Inga underarter finns listade i Catalogue of Life.